# Phyllophaga explanicollis
Phyllophaga explanicollis är en skalbaggsart som beskrevs av Chapin 1935. Phyllophaga explanicollis ingår i släktet Phyllophaga och familjen Melolonthidae. Inga underarter finns listade i Catalogue of Life.